# Soós Imre (színművész)
Soós Imre (Balmazújváros, 1930. február 12. – Budapest, 1957. június 20.) Jászai Mari-díjas magyar színész, a 20. század magyar színjátszásának egyik legnagyobb tehetségű, fiatalon elhunyt alakja.

## Kezdeti évek, tanulmányok
Balmazújvárosban született nyolcgyermekes paraszti családban. A család rendkívül szerény körülmények között élt.  Apja Sós Imre (1901-1977)  Semsey gróf birtokán zsellérkedett, Soós hétéves korától ugyanott napszámosként dolgozott. Anyja Pásztor Erzsébet (1905-1995) . Szülei 1925-ben házasodtak össze. A gyermekek hagyomány szerint a szülők nevét kapták; Imre Erzsébet öccse volt. 
A négy elemi elvégzése után nyomdásztanuló lett Nyíregyházán, majd 1947-ben egy a Szabad Népben olvasott hirdetés hatására  Budapestre ment felvételizni  a Horváth Árpád Színészkollégiumba, ahol munkás- és parasztfiatalok jelentkezését várták. Ez volt a Jancsó Miklós Fényes szelek című filmjében is feldolgozott időszak. A felvételi vizsgán azonnal felfigyeltek különleges tehetségére. A Színművészeti Főiskolára 1948-ban nyert felvételt. Tanulmányai során mestere volt többek közt Bárczy István és Gellért Endre.

## Életpályája
Soós már főiskolás évei alatt is jelentős filmes sikereket aratott. Első szerepei között voltak a Talpalatnyi föld (1948) és a Tűz (1948) című filmek. Az áttörést a Ludas Matyi (1949) hozta meg számára, amely országos népszerűséget szerzett neki, sőt, 1950-ben a címszerep megformálásáért a Karlovy Vary-i filmfesztiválon elnyerte a legjobb férfialakítás díját.
Ezt követően szinte minden évben több filmben is szerepet kapott, melyekben hatalmas hazai közönségsikert aratott. Ilyen volt a Civil a pályán (1951), az Állami Áruház (1952), a Föltámadott a tenger (1953), a Liliomfi (1954), és az A 9-es kórterem (1955).
A főiskola elvégzését követően, 1952-től három évadot a debreceni Csokonai Színházban játszott. Debrecenben egykori főiskolai tanára, Vámos László rendező 1954-ben ráosztotta Rómeó szerepét. Ez a karakterformálás elindította színpadi karrierjét is, 1954-ben Jászai Mari-díjjal tüntették ki.1955-től a Madách Színház tagja lett, ahol közeli barátságba került Dajka Margittal és Kiss Manyival, akik anyai szeretettel vették körül.
Soós Imre számára az 1955-ös esztendő az átütőerejű nemzetközi filmsikert is meghozta a cannes-i nemzetközi filmfesztiválon. Cannes-ban úgy ünnepelték, mint aki a Fábri Zoltán rendezte hatalmas sikerű  Körhinta című filmben Töröcsik Marival a főszereplője a magyar film újjászületésének. Ugyanakkor csalódásként kellett megélnie az óriási elismerés előtt, hogy annak ellenére, hogy a nemzetközi sajtó már „a magyar Gérard Philipnek” kiáltotta ki, „politikai okokból” a film két főszereplőjét mégsem engedték ki a film cannes-i premierjére.

## Magánélete
A Rákosi-korszakban Soós Imre az állami kultúrpolitika egyik ünnepelt alakjává vált. A rendszer emblematikus művészeként jelent meg a filmekben és a korabeli médiában egyaránt. Miközben színészi kvalitásait nem  kérdőjelezték meg, a hirtelen jött hírnév, a pártállami elismerés, valamint a vidéki parasztfiúból lett „nemzet színésze” szerepet nehezen dolgozta fel magában. Több pályatársa neheztelt rá, a rendszer támogatottjaként tekintett rá, és ő maga is egyre inkább terhesnek érezte, hogy a rendezők skatulyába zárták, hogy nem tud kitörni a  „lentről jövő, karriert csináló parasztfiú" kliséjéből. A nyilvános sikerek mögött egyre növekvő belső feszültség lett úrrá rajta.
1955-től, amikor már a Madáchban játszott, egyre rosszabb idegállapotba került. Ekkorra már sokan irigyelték – még a tehetségét is kétségbe vonták. Az alkoholban és a gyógyszerekben keresett vigaszt; alig táplálkozott, láncdohányos lett, egészségi állapota pedig gyorsan hanyatlott.
1956-ban a forradalom idején sokan támadták,  Rákosiék támogatta „kommunista színészként" aposztrofálva őt. A támadásokat még az is tetézte, hogy szerelme, Ferrari Violetta a forradalom után elhagyta Magyarországot. Bár a szerelem Ferrari állítása szerint csak egyoldalú volt, Soós a hír hallatán öngyilkosságot kísérelt meg, majd idegösszeroppanással kórházba került.
A János Kórházban beleszeretett kezelőorvosába, Perjési Hedvig pszichiáterbe, akit 1957 májusában feleségül vett.

## Halála
„Június 20-án este 9 órakor a XII., Alkotás utca 49/a szám alatti holtan találták Soós Imre 27 éves színművészt és feleségét, dr. Perjési Hedvig 29 éves orvosnőt. Soós Imre a garzonlakás teakonyhájában feleségével együtt világítógázzal öngyilkos lett. A rendőri bizottság a helyszínen búcsúlevelet nem talált. Megállapították, hogy öngyilkosság történt, mivel a lakás belülről volt bezárva, és mindketten a kis méretű teakonyhában belülről, az ajtónak támaszkodva várták a halál bekövetkeztét.”
A hivatalos jelentés a fentiek szerint kettős öngyilkosságot állapított meg, de az eset körülményei sokak számára nem voltak egyértelműek. Számos pletyka kapott lábra, sokan egy titkos búcsúlevélről beszéltek, amelyben a feleség saját magát nevezte gyilkosnak. Ennek köszönhetően később több, a hivatalos megállapítástól eltérő, a gyilkosságot sem kizáró verzió látott napvilágot.
A Soós házaspárt utoljára együtt látott Müller Péter az esetet vizsgáló nyomozó szavait így idézi:
„Mindketten meghaltak, ez tény, hogy kettőjük közül ki volt az áldozat, mindegy."
Soós Imrét feleségével közös sírba temették el a Farkasréti temetőben.

## Színpadi szerepei

Soós Imre a Ludas Matyi című filmben

- Illyés: Fáklyaláng (Józsa M. szerepében)
- Shakespeare: Rómeó és Júlia (R. szerepében)
- Sarkadi: Szeptember (Pali szerepében)
- Sarkadi: Út a tanyákról (Jani szerepében)
- Gorkij: Éjjeli menedékhely (Aljosa szerepében)
- Móricz: Sári bíró (Jóska szerepében)
- Steinbeck: Egerek és emberek (Curly szerepében)
- Tur fivérek: Villa a mellékutcában (Kastanov őrn. szerepében)
- Shakespeare: Sok hűhó semmiért (Benedek szerepében)
- Tabi: A pirossapkás lány (Mács szerepében)
- Iszajev–Galics: Nem magánügy (Djuzsikov főmérnök szerepében)
- Mikszáth: A körtvélyesi csíny (ifj. Brand K. szerepében)
- de la Barca: Két szék közt a pad alatt (Rodrigo szerepében)
- Sólyom: Holnapra kiderül (Molnár I. szerepében)
- Kisfaludy: Csalódások (Endre szerepében)
- Taar: Aranygyűrű (Pista szerepében)

## Filmszerepei
A Nemzeti Filmintézet archívuma Soós Imre alábbi filmjeit tartja számon
- Talpalatnyi föld (1948)
- Tűz (1948)
- Ludas Matyi (1949)
- Dalolva szép az élet (1950)
- Civil a pályán (1951)
- Állami Áruház (1952)
- Ifjú szívvel (1953)
- Kiskrajcár (1953)
- A harag napja (1953)
- Föltámadott a tenger (1953)
- Liliomfi (1954)
- Hintónjáró szerelem (1954)
- A 9-es kórterem (1955)
- Körhinta (1955)
- Eltüsszentett birodalom (1956)

## Díjai

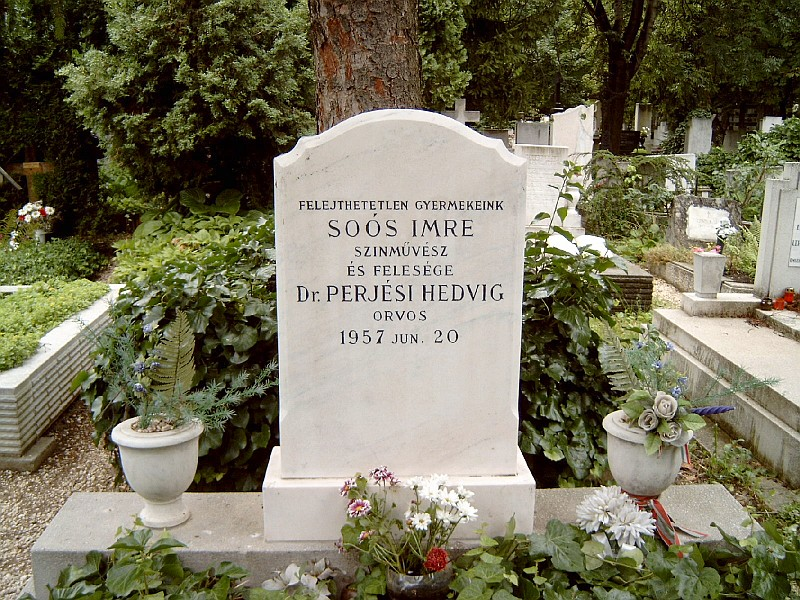
Soós Imre sírja. Farkasréti temető: 37/3-1-27/28.

- A Karlovy Vary-i filmfesztivál legjobb férfialakítás díja a Ludas Matyi főszerepéért 1951)
- Jászai Mari-díj (1954)

## Emlékezete
- Szülővárosa, Balmazújváros múzeumában állandó kiállítás mutatja be a pályáját.
- 2001-ben a Magyar Színészkamarai Egyesület (MASZK) kezdeményezésére a Nemzeti Kulturális Örökség Minisztériuma és a MASZK Soós Imre -díjat alapított a színészek erkölcsi megbecsülése és a társadalmi rangjának emelése céljából a pályakezdő színészek számára.
- Hubay Miklós: Tüzet viszek (Drámakötet) Szépirodalmi Könyvkiadó Budapest 1971
- Hubay Miklós: Tüzet viszek (Tragédia két részben, közjátékkal) – teljes archivált szöveg[21] – Digitális Irodalmi Akadémia Budapest 2023 |  ISBN 9632707699
- Hubay Miklós: Tüzet viszek (Magyar tévéfilm) 1981[22]
- Müller Péter: Részeg józanok Szépirodalmi Könyvkiadó Budapest 1973
- Müller Péter: Részeg józanok  – teljes archivált szöveg[23] – Totem Kiadó Budapest 1993 | ISBN 9789637888175
- Müller Péter: Részeg józanok (Átdolgozott regény) Rivaldafény Kiadó Budapest 2017 ISBN 9786155677014
- Müller Péter: Részeg józanok (Színpadi változat) Budapesti Kamaraszínház) 2004[24]